# Laukaa
Laukaa (szw. Laukas) – gmina w Finlandii, położona w centralnej części kraju, należąca do regionu Finlandia Środkowa.